# Ester Naomi Perquin
Ester Naomi Perquin (Utrecht, 16 januari 1980) is een Nederlandse dichteres.

## Loopbaan
Perquin groeide op in Zierikzee in een gezin van vier kinderen waarvan de vader overleed toen zij acht jaar oud was. Ze woont sinds 2001 in Rotterdam. In 2006 studeerde ze af aan de Amsterdamse Schrijversvakschool met als hoofdrichting poëzie. Ze was gevangenbewaarder om haar studie te bekostigen. Ze publiceerde gedichten in de literaire tijdschriften De Tweede Ronde en Tirade. Van laatstgenoemd blad was ze van 2008 tot 2013 redacteur. Perquin was tot april 2014 columnist voor De Groene Amsterdammer en schreef radioverhalen voor De Avonden van de VPRO. Daarnaast leverde Perquin bijdragen aan onder meer De Gids, Trouw en NRC Handelsblad. Op Gedichtendag 2011 werd ze voor twee jaar benoemd tot stadsdichter van Rotterdam.
In het voorjaar van 2007 debuteerde ze met de dichtbundel Servetten halfstok, waarvoor ze de Debuutprijs van het tijdschrift Het liegend konijn ontving. Als gevolg daarvan werd de bundel vertaald in het Engels, Frans en Duits. Eén gedicht werd vertaald in alle 23 officiële talen van de Europese Unie. Ze won met deze bundel ook de 4e Eline van Haarenprijs 2008 voor de beste bundel van een dichteres tot 35 jaar. Tevens werd ze genomineerd voor de C. Buddingh'-prijs 2007 en de Jo Peters Poëzieprijs 2008.
In het voorjaar van 2009 verscheen Perquins tweede dichtbundel Namens de ander, die bekroond werd met de Jo Peters Poëzieprijs 2010, de J.C. Bloem-poëzieprijs 2011 (een tweejaarlijkse prijs voor de tweede bundel van een dichter, groot € 2500,-) en genomineerd voor de Hugues C. Pernath-prijs 2009.
Voor haar beide eerste bundels won Perquin de Lucy B. en C.W. van der Hoogtprijs 2009 en ze ontving in 2010 voor haar oeuvre de driejaarlijkse Anna Blaman Prijs voor schrijvers met een binding aan Rotterdam.
Haar derde bundel Celinspecties verscheen in het voorjaar van 2012 en werd bekroond met de VSB Poëzieprijs 2013.
In 2017 werd ze voor twee jaar benoemd tot Dichter des Vaderlands, als opvolgster van Anne Vegter. In 2018 werd de Herman de Coninckprijs aan haar toegekend. In 2019 schreef Perquin het Boekenweekgedicht Moeder.
In 2023 werd voor haar gedicht Weet je nog wel de Melopee Poëzieprijs Laarne aan haar toegekend.
Perquin mede-presenteerde vele edities van de Nacht van de Poëzie sinds 2013.

## Privé
Perquin is tweemaal getrouwd. Ze heeft uit het eerste huwelijk twee zoons en een dochter uit het tweede huwelijk.

## Werken

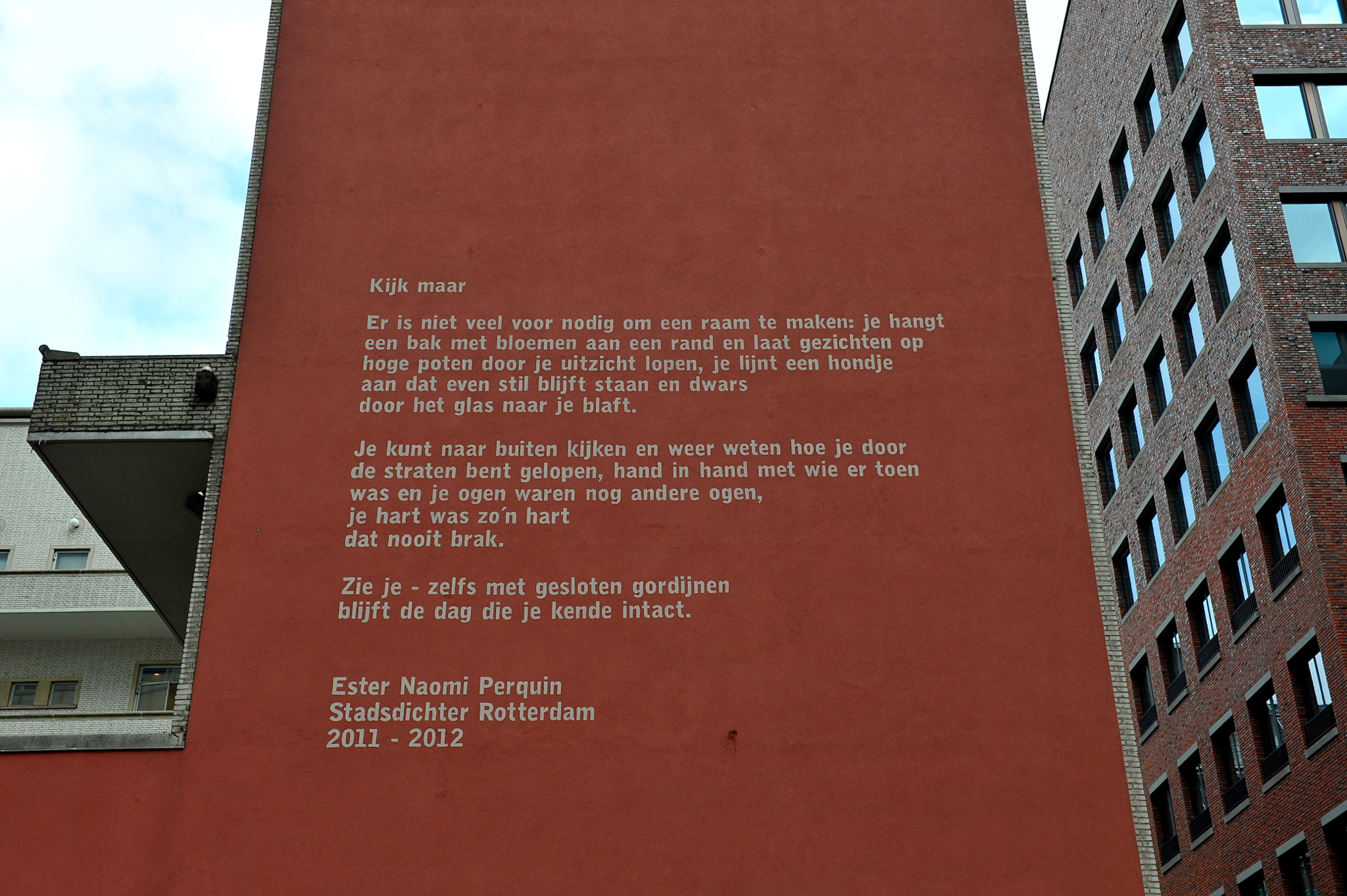
Gedicht van Perquin in de Librijesteeg in Rotterdam

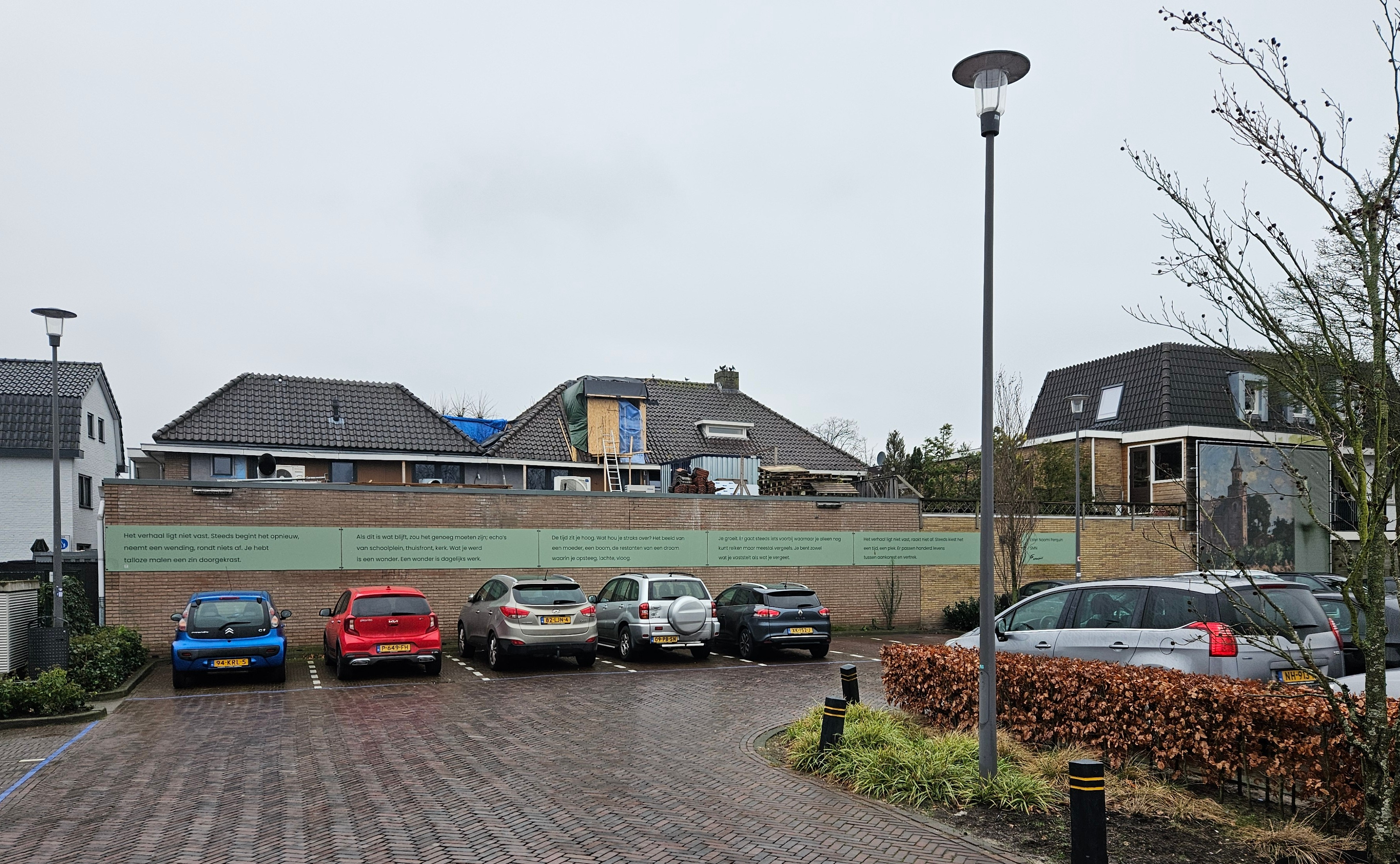
Gedicht van Perquin in Nunspeet

De poëziebundels van Ester Naomi Perquin verschenen bij Uitgeverij G.A. van Oorschot, Amsterdam. 
- Servetten halfstok, (2007), 59 p. ISBN 9789028240735
- Namens de ander, (2009), 52 p. ISBN 9789028241114
- Celinspecties, (2012), 72 p. ISBN 9789028241954
- Binnenkort in dit theater, Gebundelde columns, (2014), 160 p. ISBN 9789028260399
- Jij bent de verkeerde en alle andere gedichten tot nu toe. (2016)
- Meervoudig afwezig. (2017). Bekroond met de Prijs van de KANTL voor Poëzie 2019.[10]
- Lange armen. (2018). ISBN 9789028280731
- Ongevraagd advies. (2022). ISBN 9789028223240  Bekroond met de Zeeuwse Boekenprijs Brons 2023. [11] en de Paul Snoekprijs 2025.